# جورج سومنر هانتينغتون
جورج سومنر هانتينغتون (بالإنجليزية: George Sumner Huntington)‏ هو عالم تشريح أمريكي، ولد في 21 مارس 1861 في هارتفورد في الولايات المتحدة، وتوفي في 5 يناير 1927.